# Enrique II de Leez
Enrique II de Leez (Grand-Leez, Bélgica - † Pavía, Italia, 4 de septiembre de 1164) fue príncipe-obispo del principado de Lieja desde 1145 hasta su muerte.

## Biografía
Enrique II nace en una casa noble de Grand-Leez (actualmente en Bélgica), cerca de Gembloux. De su juventud no se sabe mucho, tanto en la abadía de Gembloux como en la escuela del capítulo de Lieja se encuentran unos «Enrique» que podrían ser Enrique de Leez.
En 1135 se convirtió en canónigo en el capítulo de Lieja y rector de Grand-Axhe, cerca de Waremme. Participó en el concilio de Letrán II en 1139, acompañando a Alberto II de Chiny-Namur. Se convirtió en archidiácono de Famenne en 1141 o 1142.
El 1141 participó en el asedio al castillo de Bouillon. Durante la batalla volvió a Lieja para buscar refuerzos y para obtener la autorización del clero para llevar el relicario de san Lamberto de Lieja para alentar a los beligerantes.
En 1142 se convirtió en preboste del capítulo de san Lamberto. El 13 de mayo de 1145 el capítulo le eligió como príncipe-obispo, parece ser que sin injerencia de la corte lotaringiana y con el acuerdo del papa Eugenio III. Arnaldo I de Colonia le consagró el 24 de junio siguiente.
En una moneda estampada durante su mandato, se encuentra la primera representación conocida del perron, símbolo del principado de Lieja.
El 1 de febrero de 1151 condujo al ejército liejano a la batalla de Andenne contra el conde de Namur y de Luxemburgo Enrique el ciego. Esto asentó la preponderancia de Lieja en el valle del Mosa.
En 1155, Enrique II acompañó al entonces rey (y ulterior emperador) Federico I Barbarroja en su primera expedición a Italia. Este confirmó las posesiones del principado de Lieja. De 1158 a 1162 le siguió durante la segunda expedición italiana, cuando participó en el saqueo de Milán de 1162. De 1163 a 1164 participó en la tercera expedición. Durante el cisma de occidente (1159-1177) y la querella de las investiduras, la iglesia de Lieja eligió el bando de los antipapas y del emperador del Sacro Imperio Romano Germánico.
En 1160, Enrique II ordena la obra para ensanchar el palacio de los príncipes-obispos. El 24 de abril de 1164 participa en la consagración del antipapa Pascual III. Murió el 4 de septiembre del mismo año en Pavía y fue enterrado en la catedral de san Lamberto (Lieja).

### Citas
1. ↑  Cosemans, A. (1969). Henri II de Leez, Biographie nationale (en francés). Académie royale de Belgique, Bruselas. pp. columnas 394-410.
2. ↑  Janssen, Jean (2000). Sous la crosse: évolution socio-politique, économique et culturelle au Pays de Liège (en francés). Bruselas. p. 39.
3. ↑  Roland, C.G. (1927). «La famille de Grand-Leez, Henri de Leez, évêque de Liège». Annales de la Société archéologique de Namur (en francés). pp. 21-41. «tomo 38».
4. ↑  Kupper, Jean-Louis (1981). Liège et l’église impériale, XIe-XIIe siècles (en francés). París: Société d’Edition«Les Belles Lettres. pp. 167 y ss. ISBN 9782251662282.
5. 1 2  Mélard, Claude (2013). «L'église impériale: de Frédéric de Namur à Albert de Cuyck». La principauté de Liège Essai de chronologie (en francés). Archivado desde el original el 5 de noviembre de 2013. Consultado el 20 de marzo de 2014.
6. ↑  Kupper, Jean-Louis. oc. cit. (en francés). p. 169.